# Juan Manuel Gálvez
Juan Manuel Gálvez Durón (19 de junio de 1887, Tegucigalpa - 20 de agosto de 1972) fue un abogado, político y trigésimo noveno presidente constitucional de Honduras, durante el período 1949 – 1954.

## Biografía
Juan Manuel Gálvez Durón, nació en la ciudad de Tegucigalpa, el 10 de junio de 1887 y falleció el 20 de agosto de 1972. Fue hijo del matrimonio entre José María Gálvez Retes y Benita Durón. En 1913 se gradúa de la Universidad Nacional de Honduras de licenciatura en Jurisprudencia, a lo que después obtiene el título de abogado y notario.
- 1914 Fue nombrado juez en la ciudad de La Ceiba.
- 1924 Diputado por Tegucigalpa.
- 1924-1925 Ministro de Gobernación y Justicia en el gabinete del general Vicente Tosta Carrasco.
- 1925-1929 Ministro de Gobernación y Justicia en el gabinete de Miguel Paz Barahona
- 1933-1948 Ministro de Guerra, Marina y aviación en la administración del doctor y general Tiburcio Carías Andino.

En 1948 es candidato del Partido Nacional de Honduras para las elecciones presidenciales de 1949, en las cuales resultó electo en un proceso considerado por sus opositores como fraudulento, con la oposición en el exilio, que denunció múltiples casos de fraude [cita requerida]. Fue presidente constitucional de la nación, junto a Julio Lozano Díaz como vicepresidente, quien después lo sucedería. 
Gálvez fomentó la modernización del Estado y la economía del país con medidas que incluyeron, entre otras: la creación del Banco Central de Honduras, Banco Nacional de Fomento hoy renombrado como BANADESA, el impuesto sobre la renta y la oficialización del uso del lempira como moneda nacional.
Asimismo, Gálvez organizó el sistema educativo, organizó el deporte del béisbol en el país y ayudó al crecimiento de la industria cafetalera. Su administración fue opacada por la represión de sindicalistas cuando estalló la huelga general de trabajadores bananeros de la costa norte y el apoyo al derrocamiento del mandatario guatemalteco Jacobo Arbenz al prestar el territorio hondureño para tal acción. Entregó el poder al vicepresidente Lozano Díaz, por razones de salud en fecha 15 de noviembre de 1954 e inmediatamente ingresó en el Hospital Gorjas de Panamá.
- 1956 Fue nombrado presidente de la Corte Suprema de Justicia.[2]
- Como homenaje, su efigie se puede apreciar en el billete de 50 lempiras

## Gabinete de Gobierno
| Gabinete de Gobierno                          | Gabinete de Gobierno  | Gabinete de Gobierno |
| --------------------------------------------- | --------------------- | -------------------- |
| cargo                                         | Nombre                | Período              |
|                                               |                       |                      |
| Vicepresidente                                | Julio Lozano Díaz     | 1949-1954            |
| Secretario de Gobernación, Justicia y Sanidad | Julio Lozano Díaz     | 1949-1954            |
| Secretario de Relaciones Exteriores           | J. Edgardo Valenzuela | 1949-1954            |
| Secretario de Guerra, Marina y Aviación       | Leonidas Pineda M.    | 1949-1954            |
| Secretario de Hacienda y Crédito Público      | Marco Antonio Batres  | 1949–1954            |
| Secretario de Educación Pública               | Marcos Carías Reyes   | 1949–1954            |
| Secretario de Trabajo y Asistencia Social     | Norberto Guillén B.   | 1949–1954            |
| Secretario de Fomento y Obras Públicas        | Medardo Zúñiga V.     | 1949–1954            |
| Secretario de Agricultura                     | Benjamín Membreño     | 1949–1954            |

## Descendencia
Su hijo el ingeniero y mayor de infantería Roberto Gálvez Bárnes, fue uno de los miembros del triunvirato militar que derrocó al contable Julio Lozano Díaz en 1956.